# Ga Trung Hòa (đường sắt Bắc Nam)
Ga Trung Hòa là một nhà ga xe lửa ở xã Trung Hòa, huyện Trảng Bom, tỉnh Đồng Nai. Nhà ga là một điểm trên tuyến Đường sắt Bắc Nam và nối ga Dầu Giây với ga Trảng Bom. Lý trình ga: Km 1669 + 750.